# كاتي ريس
كاتي ريس (بالإنجليزية: Katie Rees)‏ هي متسابقة ملكة الجمال أمريكية، ولدت في 11 أغسطس 1984 في سانت بيترسبرغ في الولايات المتحدة.